# Бротън
Вижте пояснителната страница за други значения на Бротън.
Бро̀тън (на английски: Broughton; на уелски: Brychdyn, Бръ̀хдин) е град в Северен Уелс, графство Флинтшър. Разположен е на около 9 km западно английския град Честър. Основен отрасъл в икономиката на града са заводите за производство на самолетни крила на фирмата Еърбъс. Има общо летище със съседния уелски град Хардън. Населението му е 6313 жители, по приблизителна оценка от юни 2017 г.

## Спорт
Представителният футболен отбор на града се казва ФК Еърбъс ЮК Бротън. Дългогодишен участник е в Уелската Висша лига.

## Побратимени градове
- Озвил-Толозан, Франция